# Federación de Fútbol de Belice
La Federación de Fútbol de Belice (en inglés Football Federation of Belize) es una asociación que reagrupa los clubes de fútbol de Belice y es el que organiza los partidos de la Selección de fútbol de Belice, de la Selección femenina de fútbol de Belice, de la Liga Premier de Belice, de la Copa de Belice y de la Supercopa de Belice.
La Federación de Fútbol de Belice, se fundó en 1980. Se afilió a la FIFA en 1986 y es miembro de la Concacaf y la UNCAF desde 1992.